# كامبلي
كامبلي (بالإيطالية: Campli)‏ هي بلدية في مقاطعة تيرامو في إقليم أبروتسو الإيطالي.

## السكان
في سنة 1861 بلغ عدد السكان 7٬155 نسمة، وتطور العدد ليصل في سنة 2011 لـ 7٬276 نسمة.
يظهر هذا المخطط البياني تطور النمو السكاني لـ كامبلي